# Сатком (спутник)

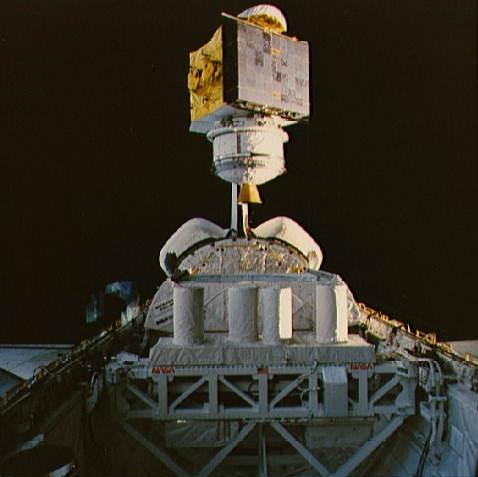
Сатком-К1 выводится на орбиту космическим шаттлом Колумбия в 1986 году.

Сатком (англ. Satcom) — серия космических спутников связи, разработка и управление которыми велась американской компанией «RCA American Communications». Спутники Сатком являлись одними из ранних спутников, которые были размещены на геостационарной орбите Земли, по аналогии со спутниками «Синком» 1964 года. Первый спутник Сатком, «Сатком-1», был запущен 13 декабря 1975 года. Последний же аппарат этой серии, «Сатком-К2», был выведен на орбиту 27 ноября 1985 года, и прекратил свою работу в феврале 2002 года.
Система Satcom, что означает «спутниковая связь» (англ. satellite communication), используется в качестве телекоммуникаций[уточнить] путём ретрансляции сигналов через ИСЗ. Использование спутников в качестве ретрансляторов позволяет организовать радиосвязь на значительные расстояния с высокой надёжностью. В современных спутниковых системах связи может использоваться протокол IP для передачи пользовательских данных (голос, текст, мультимедийная информация).
Система Сатком была приобретена компанией «Дженерал Электрик» вместе с покупкой компании RCA в 1986 году. В результате сделки компания «RCA American Communications» была переименована в «GE American Communications».

## Список аппаратов
| Модель    | Производитель         | Дата запуска     | Ракета-носитель     | NSSDC ID  | Комментарий                                                           |
| --------- | --------------------- | ---------------- | ------------------- | --------- | --------------------------------------------------------------------- |
| Сатком-1  | RCA Astro Electronics | 12 декабря 1975  | Дельта 3000         | 1975-117A |                                                                       |
| Сатком-2  | RCA Astro Electronics | 26 марта 1976    | Дельта 3000         | 1976-029A |                                                                       |
| Сатком-3  | RCA Astro Electronics | 7 декабря 1979   | Дельта 3000         | 1979-101A | Отказ работы на геопереходной орбите, разрушен.                       |
| Сатком-1Р | RCA Astro Electronics | 11 апреля 1983   | Дельта 3000         | 1983-030A | Заменил Сатком-1.                                                     |
| Сатком-2Р | RCA Astro Electronics | 8 сентября 1983  | Дельта 3000         | 1983-094A |                                                                       |
| Сатком-3Р | RCA Astro Electronics | 20 ноября 1981   | Дельта 3000         | 1981-114A | Заменил разрушенный Сатком-3.                                         |
| Сатком-4  | RCA Astro Electronics | 16 января 1982   | Дельта 3000         | 1982-004A |                                                                       |
| Сатком-5  | RCA Astro Electronics | 28 октября 1982  | Дельта 3000         | 1982-105A | Аврора 1, начиная с 105,2 'W (2006).                                  |
| Сатком-4Р | BSDC                  | 8 ноября 1984    | STS-51A (Дискавери) | 1984-113B | Запущен как Anik D2.                                                  |
| Сатком-Ц1 | GE Astro Space        | 20 ноября 1990   | Ариан-42П           | 1990-100A | Заменил Сатком-1Р.                                                    |
| Сатком-Ц3 | GE Astro Space        | 11 сентября 1992 | Ариан-44ЛП          | 1992-060B |                                                                       |
| Сатком-Ц4 | GE Astro Space        | 31 августа 1992  | Дельта-2 (7925)     | 1992-057A |                                                                       |
| Сатком-Ц5 | GE Astro Space        | 29 мая 1991      | Дельта-2 (7925)     | 1991-037A | Аврора 2.                                                             |
| Сатком-К1 | RCA Astro Electronics | 12 января 1986   | STS-61C (Колумбия)  | 1986-003B |                                                                       |
| Сатком-К2 | RCA Astro Electronics | 27 ноября 1985   | STS-61B (Атлантис)  | 1985-109D |                                                                       |
| Сатком-К3 | GE Astro Space        | 2 марта 1991     | Ариан-44ЛП          | 1991-015A | Продан в ходе производства спутников SES Astra, запущен как Астра 1B. |
| Сатком-К3 | GE Astro Space        | 9 июня 1992      | Атлас 2             | 1991-015A | Конструкция продана компании «Intelsat».                              |